# Митин, Иван Александрович
Иван Александрович Митин (известен под псевдонимом Удалов; 12 августа 1920, Мокеево, Владимирская губерния — 6 марта 1997, Владимир) — советский и российский писатель.

## Биография
Иван Митин родился 12 августа 1920 года в деревне Мокеево (ныне — Камешковского района Владимирской области) в крестьянской семье. В 1935 году окончил Давыдовскую семилетнюю школу. Учился в Москве в школе фабрично-заводского ученичества при заводе «Калибр», где затем работал слесарем. В 1940 году был призван в Красную Армию, служил на Балтийском флоте. Принимал участие в Великой Отечественной войне в составе отряда моряков-водолазов, был ранен. Награждён орденом Отечественной войны 1-й степени, медалями «За отвагу», «За оборону Ленинграда», «За победу над Германией».
В 1947 году демобилизовался и обосновался во Владимире. Был сотрудником нескольких местных газет. После окончания Горьковской высшей партийной школы стал главным редактором Владимирского книжного издательства. В 1970 году стал членом Союза писателей СССР, с 1991 года — член Союза писателей России.
Скончался 6 марта 1997 год во Владимире. Похоронен на кладбище села Давыдово Камешковского района.

## Творчество
Дебютным произведением Удалова-Митина стала книга очерков «Секретарь колхозной парторганизации», вышедшая в 1952 году. Следующая его книга «Глубокие корни» вышла в 1954 году. В 1962 году была издана книга детских сказок «Голичок-трудовичок», написанная им совместно с Игорем Панфиловом. Одной из главных тем в его творчестве была Великая Отечественная война. Ей посвящены книги «Дорогой смелых» (1962), «Операция „Шторм“» (1966), «Повести о балтийских разведчиках» (1969). За книгу «Повести о балтийских разведчиках» писатель был удостоен премии имени Герасима Фейгина Владимирской областной комсомольской организации. Писатель Сергей Никитин так отзывался об этом произведении: «…жизнь отряда была его личным опытом, а не просто объектом наблюдения литератора, и это обстоятельство помогло ему написать книгу, как говорится, „без дураков“. Повесть Ивана Удалова изображает подвиг как труд, как преодоление страха, как усилие воли».

## Память
На стене дома Удалова-Митина в деревне Мокеево установлена мемориальная доска. Периодически проводятся памятные мероприятия.